# Jogaku Zasshi
Jogaku Zasshi (jap. 女学雑誌) war eine japanische Frauenzeitschrift, die von 1885 bis 1904 verlegt wurde und christlich war. Die Zeitschrift setzte sich für eine Ausweitung der Frauenrechte ein. Herausgeber war seit der 24. Ausgabe Iwamoto Yoshiharu. Auch Kitamura Tōkoku, Hoshino Tenchi, Shimazaki Tōson und andere schrieben Artikel, so dass die Jogaku Zasshi Vorläuferin der späteren Bungakukai war.